# Исаков, Амангельды
Амангельды Исаков (19 марта 1905, Коновниценка, Петропавловский уезд, Акмолинская область, Российская империя — 17 мая 1993, с. Карасу, Карасуский район, Костанайская область, Казахстан) — советский механизатор, Герой Социалистического Труда (1950), Заслуженный механизатор сельского хозяйства Казахской ССР (1956).

## Биография
Родился 19 марта 1905 года в посёлке Коновниценка (ныне — Карасуский район Костанайской области). Происходит из рода уак.
До 1929 г. работал по найму, батрачил.
В 1929—1935 годах работал в колхозах «Ельтай» и «Свободный труд».
В 1936—1960 годах — комбайнёр совхоза имени Ленина. Инициатор социалистического соревнования. Изобрёл технологии бесперебойной работы комбайнов, модифицировал системы машин для работы в казахстанских условиях. В 1950 году участвовал во Всемирном конгрессе сторонников мира в Стокгольме.
В 1950 году за 35 рабочих дней намолотил комбайном С-6 937 тонн зерна.
Член КПСС с 1946 года. Член ЦК Компартии Казахстана, делегат 8—10 съездов Компартии Казахстана.
С 1960 г. персональный пенсионер.
Умер 17 мая 1993 года. Похоронен на мусульманском кладбище села Карасу.

## Награды
- трижды орден Ленина;
- Орден Трудового Красного Знамени;
- Герой Социалистического Труда (13.08.1951);
- Заслуженный механизатор сельского хозяйства Казахской ССР (1956);
- Медали.